# Relaciones España-Cabo Verde
Las relaciones Cabo Verde-España son las relaciones bilaterales entre el Reino de España y el archipiélago africano de Cabo Verde. Cabo Verde tiene una embajada en Madrid, un consulado general en Las Palmas de Gran Canaria y dos consulados en Alicante y La Coruña. España tiene una embajada en Praia.

## Relaciones diplomáticas
España y Cabo Verde mantienen relaciones diplomáticas desde el 21 de diciembre de 1977.
Las relaciones bilaterales entre España y Cabo Verde han gozado siempre una buena salud, tras el salto cualitativo que se produjo con la visita a
Madrid del primer ministro José María Neves en marzo de 2007 la firma de importantes acuerdos (acuerdo-marco de cooperación en materia migratoria “de última generación”); MOU político; tres acuerdos de cooperación judicial internacional; MOU de vigilancia conjunta de espacios marítimos; IV Comisión mixta de cooperación 2007-09, que incrementa notablemente la AOD destinada a Cabo Verde), y la apertura de una Embajada residente en Praia en julio de 2007. España ha situado a Cabo Verde entre las prioridades de su acción exterior en África Subsahariana por varias razones:
- En primer lugar, Cabo Verde se ha convertido en una referencia en el subcontinente de África Subsahariana en términos de gobernanza democrática, Estado de Derecho, respeto de derechos y libertades y dinamismo de la sociedad civil

- Así mismo, cabe destacar el compromiso de Cabo Verde en el fomento del desarrollo sostenible y la lucha contra la pobreza y sus progresos en materia económica y social.[4]

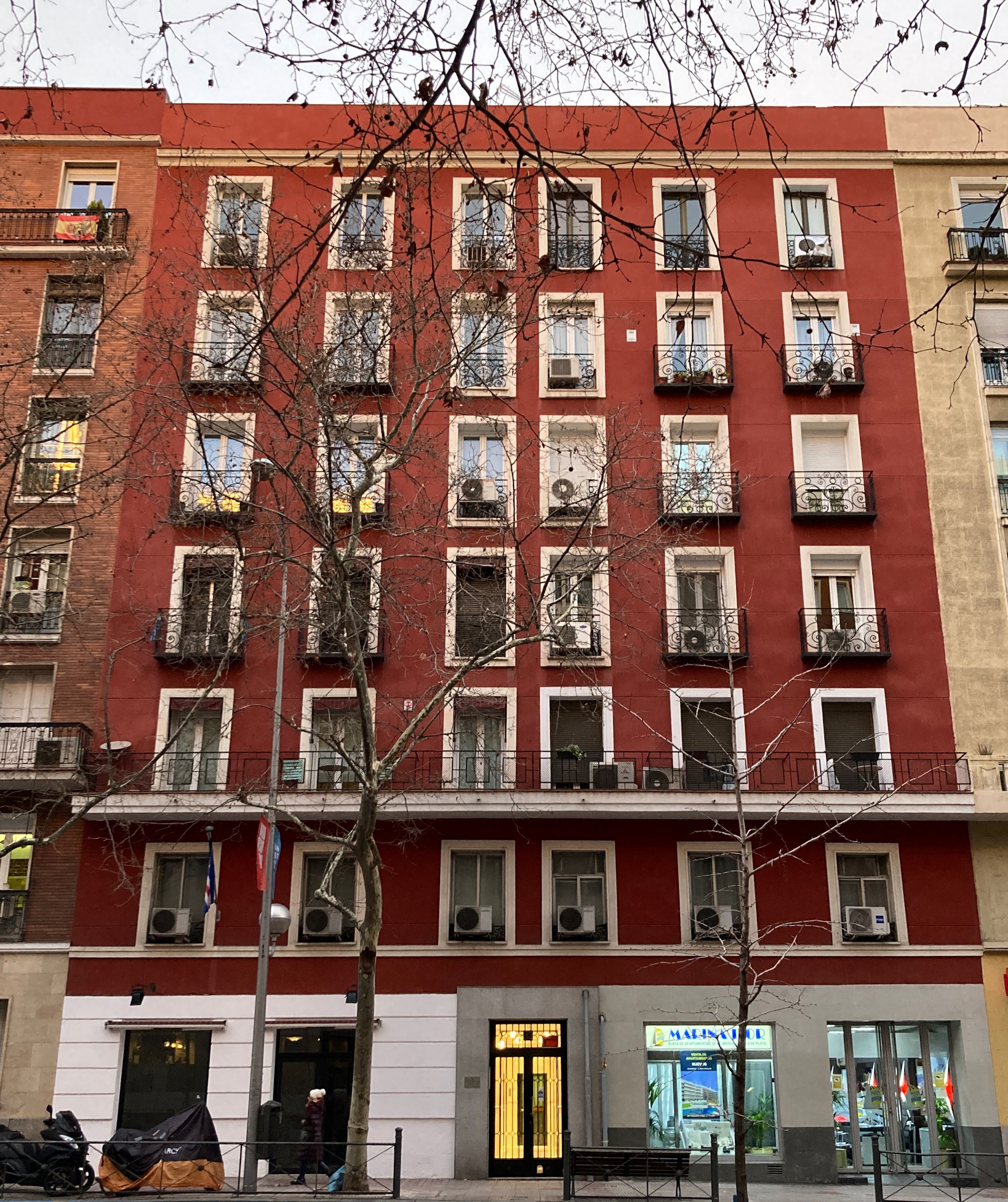
Edificio que alberga la Embajada de Cabo Verde en Madrid

- España y Cabo Verde poseen claros e importantes intereses compartidos, como la necesidad de intensificar la cooperación, con el fin de dar una respuesta adecuada al fenómeno de la migración, la lucha contra los tráficos ilícitos, el fomento de las relaciones comerciales o la inversión directa en el país.

- Así mismo, no cabe olvidar la vecindad entre Cabo Verde y Canarias, que hace de España el Estado Miembro de la Unión Europea más próximo geográficamente a Cabo Verde y multiplica las oportunidades para intensificar las relaciones en los ámbitos económico, comercial, cultural, científico o educativo.

- España y Cabo Verde comparten una larga tradición de colaboración en materia de Seguridad y Defensa. Cabe señalar que los principales desafíos para Cabo Verde en materia de seguridad y defensa están ligados a su condición de Estado insular y archipelágico, a su posición geoestratégica, en un punto de paso de tráficos ilícitos entre África, Europa y América y a la dificultad de las autoridades caboverdianas para controlar de manera efectiva un territorio tan disperso y fragmentado geográficamente, teniendo en cuenta que su mar territorial se extiende a lo largo de 58.000 km² de océano y que el país cuenta con 700.000 km² de espacios marítimos entre mar territorial, zona contigua y zona económica exclusiva.

## Relaciones económicas
A pesar del limitado tamaño de su mercado, la proximidad y afinidad de las islas Canarias, y el potencial turístico de Cabo Verde, provocan una intensa relación económica bilateral, siendo España su principal socio comercial. En este sentido, según los últimos datos del INE relativos al año 2014, España es el primer destino de las exportaciones caboverdianas (67% del total).

### Relaciones comerciales con Canarias
Canarias aumentó en 2012 tanto sus exportaciones como sus importaciones con Cabo Verde, con 14,6 millones € exportados con un repunte anual positivo del 0,9% y con unas importaciones que superaron los 182,12 mil €, que ha sufrido una variación anual positiva de 18,9 %, siendo la principal partida importada la correspondiente "Conservas de carne o pescado" con un peso del 37%.

## Cooperación
Cabo Verde ha sido país prioritario de la cooperación española durante el periodo de vigencia del III Plan Director 2009-2012. El Convenio Básico de Cooperación fue firmado por ambos países en 1979, habiéndose celebrado bajo su marco cuatro comisiones mixtas. En el año 2007 se abrió la OTC de Praia. En la IV Comisión Mixta de Cooperación, con una vigencia inicial para el periodo 2007-2009, se comprometió un volumen de cooperación de 27M€ anuales en cooperación no reembolsable.
La IV Comisión Mixta fue prorrogada en septiembre de 2010 hasta la aprobación de un futuro marco de asociación. En el IV Plan Director 2013-2016 se prevé la conclusión gradual del programa bilateral de cooperación. La evolución de la AOD destinada a Cabo Verde refleja la alta importancia concedida al país por la cooperación española (77 M€ de AOD neta para el período 2007-2011), así como el cumplimiento ampliamente superado de los compromisos establecidos en la IV COMIX durante su vigencia: 15,1 M€ (2007), 15,4 M€ (2008), 17,6 M€ (2009), 17,6 M€ (2010), 11,1 M € (2011), 3,5M€ (2012, cifra estimativa) y 111,800 Euros (2013).
Destaca la participación de España en el apoyo presupuestario al Cabo Verde (más de 20M€ en el periodo 2007-2012). En 2011 fueron desembolsados 4,4 M€, y en 2012 se realizó un último desembolso por valor de 3 M€ (frente a los 4,6M€ inicialmente previstos).